# 샌드라 디
샌드라 디(영어: Sandra Dee, 1942년 4월 23일 ~ 2005년 2월 20일)는 미국의 배우, 모델이다. 아역 모델로 데뷔하였고, 14세 때인 1957년 영화 《그들이 출범할 때까지》로 배우로 데뷔하였다. 이후 로맨스 영화 《기제트》, 《슬픔은 그대 가슴에》, 《피서지에서 생긴 일》, 극영화 《검은 초상화》, 《9월이 오면》, 《태미, 사실을 말해줘》 등에 연이어 출연하며 인기를 얻었고, 팝 가수 보비 대린과 결혼하였다. 그러나 후속작들의 흥행 저조로 인기가 시들었고, 식욕 부진, 알코올 중독, 우울증 등에 시달렸다. 1983년작 《로스트》를 마지막으로 배우를 관두었고, 2000년 인후암과 신부전증을 진단받고 투병 생활을 하다가, 2005년 2월 20일 사망하였다.

## 영화
- 기제트
- 슬픔은 그대 가슴에
- 피서지에서 생긴 일 (영화)

## 텔레비전
- 제6지대
- 프레이저 (시트콤)